# Google Maps
Google Maps est un service mondial de cartographie en ligne. Le service est créé par Google à la suite du rachat en octobre 2004 de la start-up australienne Where 2 Technologies. Fondé en février 2005 aux États-Unis et au Canada, puis en Grande-Bretagne (sous le nom de Google Local), il est déployé le 25 avril 2006, simultanément en France, Allemagne, Espagne et Italie.
Le service est disponible sur navigateur web et en application, sur PC, et mobiles. Des prises de vue de certaines rues sont également accessibles avec Google Street View.
Google Maps propose une vue en plan cartographique classique et une vue en images satellites ou photographies aériennes. Les habitations et reliefs sont également visibles générés en 3D.

## Historique
En octobre 2004, Google rachète la société Where 2 Technologies, spécialisée dans la cartographie interactive, afin d’intégrer ses technologies aux infrastructures de services de Google. C'était à l'origine un programme C++ codé par les frères Danois, Lars et Jens Eilstrup Rasmussen, ainsi que Noel Gordon et Stephen Ma. À la suite de ce rachat, Google Maps est lancé le 8 février 2005 en Amérique du Nord.
Google Maps bouleverse le marché jusqu'alors réservé aux spécialistes, en offrant une navigation fluide.
Il publie des cartes achetées à des fournisseurs comme l’Institut national de l'information géographique et forestière en France.

## Fonctionnalités
Google Maps offre les fonctionnalités suivantes :
- affichage cartographique extérieur et intérieur ;
- rechercher des lieux, leur localisation précise ;
- obtenir un itinéraire en voiture, en transport en commun, à pied ou à vélo ;
- afficher des informations sur le trafic ;
- visualiser un lieu avec Google Street View ;
- connaitre sa position en se géolocalisant sur la carte ;
- accéder à des images satellites, aériennes et obliques (images hélicoptères) ;
- rechercher des informations sur des points d'intérêt (adresse, horaires d'ouverture/fermeture, fréquentation, avis, photographies...).

Les données cartographiques de Google Maps sont utilisées par des millions d'autres sites web et d'applications mobiles.
Dans un certain nombre de villes, Google Maps propose des trajets accessibles en fauteuil roulant. Depuis la carte, les utilisateurs peuvent aussi renseigner et noter les établissements en fonction de leur accessibilité.
Avec l'aide de l'intelligence artificielle, Google Maps annonce en septembre 2020, la mise en place d'une fonctionnalité permettant de prédire les embouteillages.
En septembre 2020, Google Maps annonce la sortie d'une nouvelle fonctionnalité vis-à-vis de la pandémie de Covid-19. Google Maps sera capable de cartographier l'épidémie et les zones d'infections sur une moyenne de 7 jours.
En octobre 2020, Google Maps met en place une nouvelle fonctionnalité (la Picture in Picture) permettant aux usagers en voitures d’accéder à d'autres applications plus facilement pendant l'exécution du GPS.
En novembre 2020, Google Maps ajoute une fonctionnalité permettant de connaître la fréquentation des transports en commun.

## Identités visuelles

Logo de Google Maps (version bêta) de 2005 à 2007.
Logo de 2007 à 2015.
Logo de Google Maps français de 2007 à 2015.
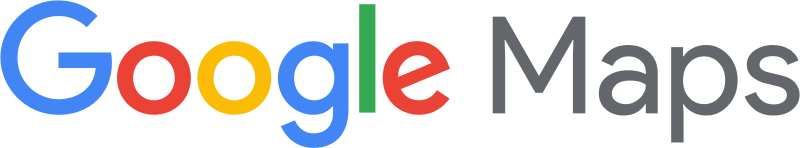
Logo actuel de Google Maps depuis le 1er septembre 2015.
Ancien logo secondaire de Google Maps du 1er septembre 2015 au 5 février 2020.
Logo secondaire actuel de Google Maps depuis le 6 février 2020.

## Cartographie participative
Google Maps est conçue à partir de sources cartographiques publiques et privées, de données satellites et de contributions des utilisateurs. Google Maps incite ses utilisateurs à enrichir ses cartes en y ajoutant de nouvelles informations (adresses, lieux, routes…) ou en modifiant des informations incorrectes (mauvais tracés de route, routes fermées, routes manquantes, adresses ou emplacements de repères incorrects…).
La validation par la communauté des utilisateurs de Google Maps de certaines modifications sur les cartes pose parfois problème.
Les utilisateurs peuvent aussi mettre à jour et renseigner l'accessibilité des lieux en fauteuil roulant et les facilités dans les transports en commun.
Suite aux nombreux incendies d'août 2020, Google Maps publie une toute nouvelle fonctionnalité. Cette dernière permet désormais de visualiser les incendies de forêt en temps réel. Une manière pour les utilisateurs américains de pouvoir suivre la propagation des flammes, prendre un autre itinéraire si besoin et être notifié d'une alerte en cas de proximité avec un incendie.

## Images satellite
C'est au début du mois d'avril 2005 que Google Maps s'enrichit de la vue par image satellite, en plus de la cartographie classique. Se différenciant des autres services proposant des images satellites statiques, Google Maps permet de naviguer et de se positionner où l'on veut sur la carte satellite.
L'utilisation du terme photo satellite est cependant un abus de langage, car certaines photos urbaines sont des prises de vues aériennes prises à haute altitude.
En juin 2005, des images haute résolution sont disponibles lorsqu'on zoome au maximum. Cette fonctionnalité est disponible sur de nombreuses zones urbanisées aux États-Unis, au Canada, mais aussi certaines portions de l'Islande, en Irak, au Koweït, au Mexique, aux Bahamas, en France, en Italie, au Japon et dans bien d'autres pays.
Des bâtiments du gouvernement sont par contre visibles en image, telle que la Zone 51 dans le désert du Nevada. Cependant, Slashdot publie un article selon lequel des arbres se trouveraient maintenant à un emplacement occupé par des bâtiments sur des photos précédentes.
Une résolution basse est disponible sur le monde entier, et depuis juin 2005, Google Maps ajoute des photos haute résolution à de plus en plus de villes dans le monde, et notamment les grandes villes d'Europe.
Le 20 juillet 2005, afin de célébrer l'anniversaire du premier homme sur la Lune le 21 juillet 1969, Google ajoute à Google Maps des images de la Lune, fournies par la NASA, permettant ainsi à l'utilisateur de naviguer sur la Lune. Les points d'alunissage des différentes missions sont indiqués, d'Apollo 11 à Apollo 17. Le service se nomme Google Moon.
La cartographie vectorielle que propose Google Maps fournit une échelle continue avec création de tuiles à la demande avec une feuille de style de type CSS.

## Versions mobiles
Il existe également plusieurs versions mobiles de Google Maps, qui utilisent les connexions wifi et les données mobiles des appareils pour charger les cartes. Elles ont un fonctionnellement similaire à la version accessible via un navigateur internet. Elles proposent en outre un mode hors ligne. Les versions varient selon la définition d'écran des téléphones portables, le fait d'avoir un écran tactile, la puissance du processeur.
Le positionnement par satellite est disponible sur la plupart des téléphones mobiles embarquant le matériel requis. Il est représenté par un point bleu et une flèche si les positions ont été jugées interprétables comme un mouvement.

### Fonctionnalités
Selon les mobiles la navigation se fait au toucher ou avec le clavier. Sur les versions de smartphones récents, il est possible de choisir entre les trois modes d'affichage : « plan », « satellite », et « mixte » ; le dernier étant un mélange entre les deux premiers. Plus récemment la fonction « Street View » est disponible, permettant d'afficher des photos, comme pour la version internet, dans certaines grandes villes. Il est possible de créer des signets sur des emplacements. Une fonction de recherche est également présente. En plus de localiser l'endroit recherché, elle peut éventuellement, pour une entreprise par exemple, afficher des informations telles que son numéro de téléphone public, ou son site internet. Il est également possible de rechercher et de suivre un itinéraire. Enfin, une fonction de géolocalisation est disponible, qui utilise, selon l'équipement du téléphone, une puce GPS ou un système de triangulation grâce aux antennes GSM. Cette dernière solution est cependant beaucoup moins précise, en particulier en zone rurale.

## Popularité

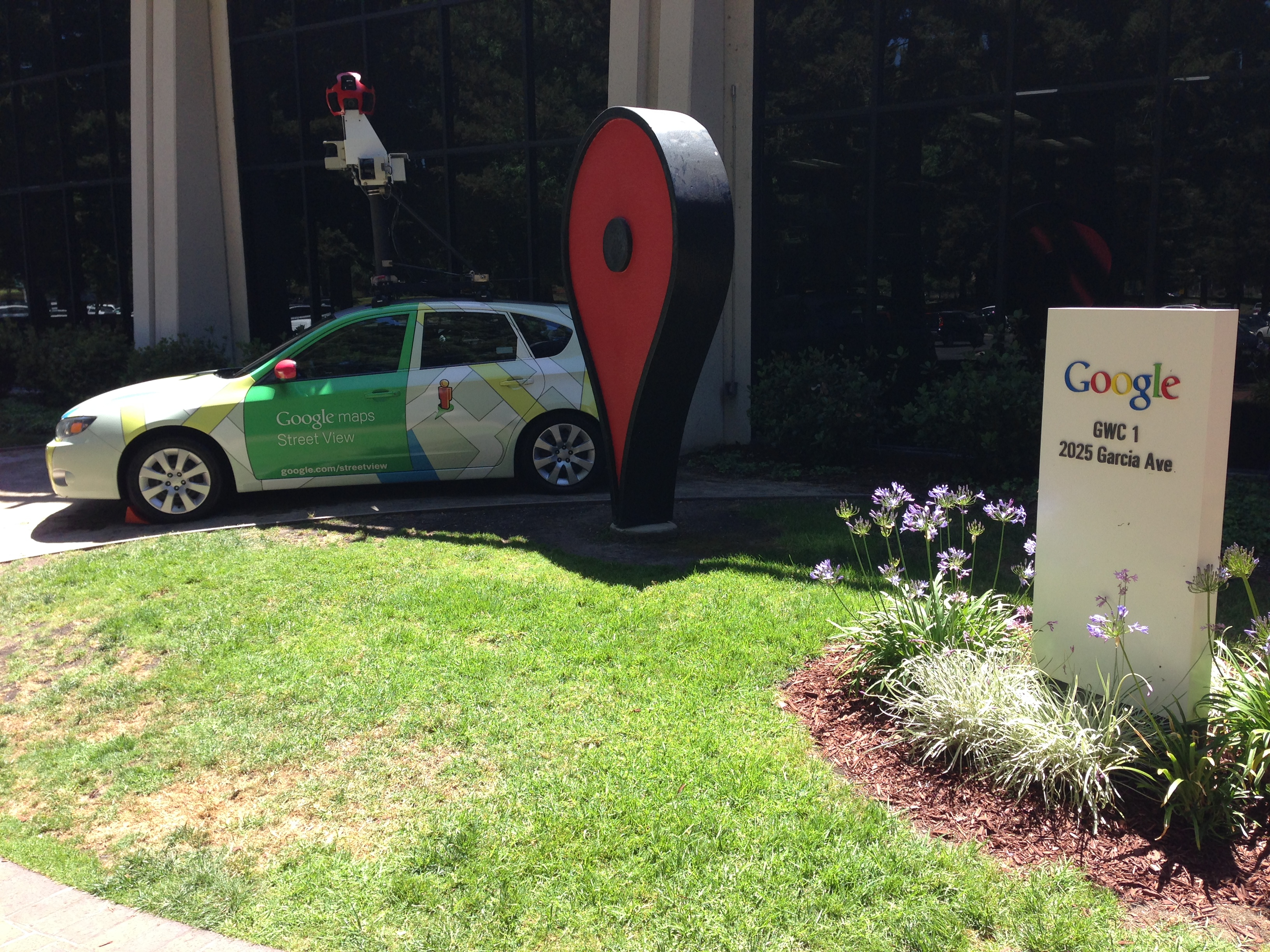
La punaise de Google Maps à côté d'une voiture de Google Street View, devant le siège de Google.

Avec la mise à disposition au public d'un outil lui permettant de visualiser, par photo satellite, le monde entier de manière précise, le projet rencontre un véritable succès, si bien que des sites exclusivement dédiés à Google Maps voient le jour. Pour exemple, les sites Google Sightseeing et Google Globetrotting sont des répertoires de liens directs vers des monuments (tour Eiffel, statue de la Liberté, etc.), endroits connus ou endroits insolites (maison de Bill Gates par exemple), ceci dans le monde entier, en utilisant le service Google Maps.
En 2009, un Monopoly géant est organisé sur Google Maps en partenariat avec Hasbro, le but étant d'acheter toutes les rues disponibles sur Terre.
Le 1er avril 2010, Google réalise un poisson d'avril en annoncant avoir mis en œuvre la 3D. Pour ce faire, un pictogramme d'un petit bonhomme à gauche de l'écran portant des lunettes rouge et verte, en cliquant dessus, une impression de 3D était créée. Ce canular qui reste plus de deux jours sur la toile.
Le 7 décembre 2012, Google publie sur le blog consacré à Google Maps un article révélant que le service dispose de plus d'un milliard d'utilisateurs mensuels.
En 2018, selon les chiffres de ComScore qui analyse le trafic des sites Web, l'utilisation de Google Maps est très largement majoritaire. Sur les périphériques mobiles, smartphone et tablette, plus de 63 % des personnes ayant accédé à une carte l’ont fait avec Google Maps, contre 19,4 % et 5,5 % respectivement pour les sites Alibaba.com et Apple Plans.

## Collecte de données personnelles
Les différents outils Google collectent des données qui sont exploitées pour améliorer l'efficacité des services Google, tels que Google Ads. Ces outils Google partagent la même politique de confidentialité, vers laquelle redirige chaque service. La quantité importante de services proposés par Google a mené Google à fusionner le 1er mars 2012 les 70 documents de confidentialité et les 60 règles existantes présentant le traitement des données collectées par les différents services.
La centralisation de la gestion des données collectées dans les services tels que Analytics ou Android à travers un compte Google est justifiée par un objectif de croisement de ces données pour apporter par un service plus personnalisé, mais aussi une publicité plus ciblée, qui ont soulevé des inquiétudes sur la vie privée. Certains services comme Google wallet ou le logiciel Google chrome garderont néanmoins des règles spécifiques du fait de contraintes réglementaires particulières.

### Applications, navigateurs et appareil
Les données collectées pour une personne varient selon qu'elle ait un compte Google ou pas.

#### Utilisation sans compte Google
L'usage de services Google sans compte donne lieu à la collecte d'informations. Celles-ci comportent l'identifiant unique associé au navigateur, application ou appareil (ordinateur portable, téléphone, tablette, etc.), les préférences (langue, acceptation des publicités, personnalisation des recherches), le système d'exploitation et sa version. Elles incluent les échanges avec d'autres personnes à travers les services Google (courrier électronique, photos, vidéos enregistrées, documents en ligne, commentaires YouTube, etc.).

#### Utilisation avec un compte Google
Un compte Google est associé à plusieurs informations, obligatoires, nom et mot de passe, ou optionnelles, telles qu'un numéro de téléphone et des informations de paiement.

### Activité
L'activité sur les différents services est collectée, l'objectif affiché est d'adapter le résultat des pages à chaque personne.
Parmi l'activité sur les services Google, les informations collectées regroupent :
- les mots-clés recherchés, incluant ceux entrés sur les moteurs de recherche, qu'il s'agisse de Google, ou des recherches sur YouTube, Google Maps, Google Livres, Google Actualités, Google Home, etc. , quel que soit l'appareil utilisé ;
- les vidéos regardées, sur YouTube, mais aussi sur les pages qui proposent des vidéos YouTube ;
- les interactions avec les publicités, incluant les déplacements de souris au-dessus des publicités sans nécessiter de clic, et dans les pages qui les contiennent ;
- les informations audio et vocales captées, comme les sons enregistrés par les assistants vocaux Google Home, de téléphone mobile et de tablette ; cela inclut des enregistrements sur un certain intervalle de temps avant leur activation audio (pour identifier une activation) ;
- les activités autour des achats ;
- les personnes avec lesquelles ont lieu des échanges ou des partages de contenus ;
- l'activité sur les sites tiers et les applications qui utilisent les services Google, comme les applications utilisant une bibliothèque de développement comme Google Firebase, les sites utilisant Google Analytics pour l'analyse de trafic, ou Google Ads pour générer des revenus avec la publicité, les pixels espions intégrés dans les pages visitées ou les courriers électroniques, le cache de navigateur Chrome ou des applications Android, etc. ;
- l'historique de navigation Chrome synchronisée avec un compte Google ;
- les métadonnées des appels et messages passés par les services Google tels que les numéros de téléphone appelant et appelé, les numéros de transfert, l'heure et la date des appels ou des messages, la durée des appels, les données de routage, le type et le volume d'appel et de messages ;

Dans le cas où un compte Google est utilisé, il est possible d'accéder à et gérer ces informations.

### Position géographique
La position peut être collectée par les capteurs d'un appareil portatif tel qu'un téléphone mobile ou une tablette, ces capteurs incluent les GPS, les accéléromètres, et les gyroscopes.
Cette position peut être déduite de l'adresse IP de l'appareil, mais aussi des recherches et des lieux sur lesquels un libellé est ajouté, comme le lieu d'habitation ou le lieu de travail.
Enfin, elle peut être obtenue par les appareils qui passent à proximité de l'appareil, tels que des bornes Wi-Fi, des antennes relais et des appareils connectés en bluetooth.

### Informations collectées auprès de tiers
Des informations accessibles publiquement sur Internet peuvent être collectées pour usage dans des outils tels que Google traduction, ou encore l'indexation du moteur de recherche Google.

## Controverses

### Position dominante
En mars 2024, la législation européenne sur les marchés numériques établit des contraintes afin de limiter les avantages offert à Google par sa position dominante. Elle empêche ainsi l'entreprise de présenter une carte Google Maps en tête des résultats de recherche de certains lieux. L'entreprise fait alors le choix de retirer tout service de cartographie plutôt que de proposer des services concurrents

### Golfe du Mexique
Le 7 janvier 2025, Donald Trump annonce son intention de changer le nom du golfe du Mexique en « golfe de l'Amérique ». Le 24 janvier, le ministère de l'Intérieur de l'administration Trump annonce avoir officiellement changé le nom du golfe du Mexique en golfe d'Amérique et, le 10 février, le changement de nom devient effectif sur Google Maps aux États-Unis,,. Les personnes situées dans d'autres pays voient les deux noms « Golfe du Mexique (Golfe d'Amérique) »,.
Le 31 janvier, la présidente du Mexique, Claudia Sheinbaum, indique être « en train de rédiger une lettre à Google » pour empêcher tout changement de nom. Le texte rappelle que « pour changer le nom d'une mer internationale, ce n'est pas à un pays de décider » mais plutôt à une organisation internationale. « Si un pays souhaite modifier la désignation d'un élément de la mer, cela ne s'appliquera qu'à 12 milles nautiques (comme le veut la législation). Cela ne peut pas s'appliquer au reste, dans ce cas, au golfe du Mexique. C'est ce que nous avons expliqué en détail à Google ». 
Le 13 février, Claudia Sheinbaum confirme que le ministère mexicain des Affaires étrangères a bien envoyé une lettre à Google pour leur expliquer pourquoi ils faisaient erreur et elle menace de poursuivre Google : « Nous avons effectivement un différend en ce moment avec Google […] Et si nécessaire, nous engagerons une action civile » : Sheinbaum explique que la demande du président américain se réfère uniquement à la partie du plateau continental sous souveraineté des Etats-Unis, et non à l'ensemble du golfe, et elle demande à Google de relire le décret pour constater cela,.
La présidente mexicaine souligne que, bien que Google soit une entreprise privée, elle est devenue une référence internationale pour la cartographie qu’elle réalise pour toute la planète.

## Easter eggs et lieux insolites
Différents easter eggs sont publiés sur le programme Street View :
- si l'on tape dans le moteur de recherche : « Lego Land, Carlsbad, CA, United States », le personnage orange appelé Pegman devient un personnage Lego. Sur l'Île Half Moon dans l'Antarctique, Pegman devient un manchot. Au Centre spatial Kennedy en Floride, Pegman devient un astronaute. Au-dessus de la zone 51, Pegman se retrouve dans une soucoupe volante ; sur les îles Hawaï, Pegman a une queue de sirène, et près de Buckingham palace, il devient la reine Victoria ;
- en hommage à la série télévisée Doctor Who, il est possible de visiter le TARDIS en cliquant sur une cabine téléphonique située sur la station de métro Earl's Court à Londres[28] ; il n'est en revanche plus possible d'y accéder.
- Il est possible de visiter divers astres du système solaire et la Cupola de la Station spatiale internationale en se mettant en vision globe simultanément qu'en vision satellite puis en dézoomant au maximum. La liste des astres disponibles apparait alors sur la gauche de l'écran ;
- un autre easter egg, qui n'existe plus aujourd'hui, consistait à faire apparaitre des moyens de transports loufoques (kayak, jet-ski) lors de la recherche d'itinéraires nécessitant de traverser certaines mers ou certains océans.

Par ailleurs, plusieurs lieux insolites, non visibles en tapant simplement leurs noms, sont visibles sur Google Maps : un cimetière d'avion aux États-Unis (32° 08′ 59″ N, 110° 50′ 09″ O), la zone 51 (37° 14′ 35″ N, 115° 48′ 47″ O), ou des tracés étranges en Chine (40° 27′ 16″ N, 93° 44′ 41″ E).
Durant la première semaine d'avril 2015, Google permet aux utilisateurs de jouer à Pac-Man dans le tracé des rues.
En mars 2017, pour la sortie du film Kong : Skull Island de Jordan Vogt-Roberts, Google Maps permet de localiser Skull Island alors que cette île n'existe pas.

## Découvertes liées à Google Maps
En septembre 2019 aux États-Unis, dans le comté de Palm Beach en Floride, une voiture immergée dans un étang est repérée par hasard par un internaute grâce à Google Maps. La police, alertée, extrait la voiture de l'eau et y découvre le squelette d'un homme disparu en 1997.

## Choix politiques
Google Maps semble ne pas être neutre dans les cartes affichées.
Alors qu'OpenStreetMap, Bing Maps, ViaMichelin ou la majorité des autres systèmes cartographiques affichent de manière aussi détaillée que possible les pays entourant la Corée du Nord, ce n'est pas le cas sur Google Maps. Par exemple, le gouvernement sud-coréen a interdit à Google Maps d'utiliser ses données cartographiques sous prétexte que cela pourrait représenter un problème face à Pyongyang.
La Bande de Gaza, sur Google Maps, dont les données sont fournies par Mapa GIsrael, ne contient que quelques noms de villes, et les routes y sont absentes et peu visibles, laissant également penser à un choix politique. Encore une fois, OpenStreetMap ou ViaMichelin affichent un niveau de détail proche de celui des pays voisins.
Jean-Christophe Victor estime que plusieurs représentations cartographiques de frontières internationales discutées, effectuées par Google Maps, sont soumises à des choix politiques et économiques ; il parle de « profonde malhonnêteté intellectuelle ».

## Tarifs
Avant juin 2018, les sites internet et applications mobiles exploitant les API du service de Google Maps, bénéficiaient d'un crédit de 25 000 cartes offertes par jour. Au-delà de 750 000 cartes chargées par mois, le tarif était de 0,5 dollar pour mille cartes.
Depuis le 11 juin 2018, un crédit de deux cents dollars pour 28 000 chargements de cartes par mois est offert, puis le coût est de sept dollars pour mille cartes supplémentaires, avec des tarifs dégressifs selon des tranches préétablies.